# Ionomidotis
Ionomidotis E.J. Durand ex Thaxt. (korzak) – rodzaj grzybów z rodziny Cordieritidaceae.

## Systematyka i nazewnictwo
Pozycja w klasyfikacji według Index Fungorum:
Cordieritidaceae, Helotiales, Leotiomycetidae, Leotiomycetes, Pezizomycotina, Ascomycota, Fungi.
Takson ten utworzyli Elias Judah Durand i Roland Thaxter w 1923 r. Aktualna nazwa rodzaju to Ameghiniella Speg.
Nazwa polska na podstawie rekomendacji Komisji ds. Polskiego Nazewnictwa Grzybów.

## Gatunki
- Ionomidotis fulvotingens (Berk. & M.A. Curtis) E.K. Cash 1939 – korzak czarniawy
- Ionomidotis portoricensis Seaver 1925
- Ionomidotis sprucei (Berk.) E.J. Durand 1923

Nazwy naukowe na podstawie Index Fungorum. Nazwy polskie na podstawie rekomendacji Komisji ds. Polskiego Nazewnictwa Grzybów.